# Sonet 138 (William Szekspir)

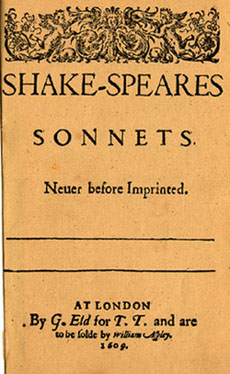
Strona tytułowa pierwszego wydania sonetów Shakespeare’a

Sonet 138 (Gdy miła klnie się, że nią prawda rządzi) – jeden z cyklu sonetów autorstwa Williama Shakespeare’a, opublikowany pierwotnie w 1599 roku, inaczej niż pozostałe utwory z tej serii, które ukazały się drugiem dopiero w 1609 roku.

## Treść
Sonet ten, skierowany do Czarnej Damy, ma charakter żartobliwy. Podmiot liryczny zarzuca kobiecie, że ta go okłamuje, udając, że nie dostrzega jego wad wynikających z procesów starzenia się. Jednocześnie sam udaje, że wierzy w te kłamstwa, przez co oboje poświadczają nieprawdę.
Sonet ten kończy się następująco:

Ona mi kłamie, ja ją okłamuję

Tak fałsz fałszowi pochlebiać próbuje.